# Ефиалт (предател)
Вижте пояснителната страница за други личности с името Ефиалт.
Ефиалт (на гръцки: Ἐφιάλτης; но Херодот го нарича Епиалт на гръцки: Ἐπιάλτης)) е син на Евридем, издал на персите тайната пътека през Калидром(сега пътеката се нарича Монопати), по която Хидарн извел част от персийските войски в тила на спартанците, в битката при Термопили.

## Поява в киното
През 2006 година Ефиалт се появява в американския филм „300“, разказващ за битката край Термопили. Там той е представен като гърбав, куц и грозен човек, желаещ да се присъедини към битката. Царят на спартанците му отказва, заради физическото му състояние. Тогава Ефиалт решава да смени страната, като се присъединява към персите, водени от Ксеркс.
Във филма е изигран от Андрю Тиърнан.